# Opodiphthera subcostimacula
Opodiphthera subcostimacula är en fjärilsart som beskrevs av Embrik Strand 1917. Opodiphthera subcostimacula ingår i släktet Opodiphthera och familjen påfågelsspinnare. Inga underarter finns listade i Catalogue of Life.